# Kongens Mose og Draved Skov
Kongens Mose og Draved Skov este o arie protejată (arie specială de conservare — SAC, sit de importanță comunitară — SCI, arie de protecție specială avifaunistică — SPA) din Danemarca întinsă pe o suprafață de 783 ha, integral pe uscat.

## Localizare
Centrul sitului Kongens Mose og Draved Skov este situat la coordonatele 55°00′56″N 8°57′09″E / 55.015556°N 8.9525°E.

## Înființare
Situl Kongens Mose og Draved Skov a fost declarat arie de protecție specială avifaunistică în mai 1983 pentru a proteja 12 specii de animale. Alte tipuri de protecție:
- sit de importanță comunitară (în februarie 1998)
- arie specială de conservare (în decembrie 2011)[1][3][4]

## Biodiversitate
Situată în ecoregiunea atlantică, aria protejată conține 11 habitate naturale: Lacuri și iazuri distrofice naturale, Păduri de fag acidofile atlantice, cu subarboret de Ilex și, uneori, de asemenea, Taxus, la nivelul arbuștilor (Quercion robori-petraeae sau Ilici-Fagenion), Păduri de stejar sau de stejar și carpen sub-atlantice și medio-europene de Carpinion betuli, Păduri aluvionare cu Alnus glutinosa și Fraxinus excelsior (Alno-Padion, Alnion incanae, Salicion albae), Mlaștini turboase de tranziție și turbării mișcătoare, Turbării active, Mlaștini oligotrofe degradate, capabile încă de regenerare naturală, Lacuri eutrofice naturale cu vegetație de tip Magnopotamion sau Hydrocharition, Mlaștini împădurite, Păduri acidofile de stejar bătrân cu Quercus robur pe câmpii nisipoase, Pajiști uscate europene.
La baza desemnării sitului se află mai multe specii protejate:
- păsări (11): ciuf de câmp (Asio flammeus), chirighiță neagră (Chlidonias niger), erete de stuf (Circus aeruginosus), erete cenușiu (Circus pygargus), ciocănitoare neagră (Dryocopus martius), cocor (Grus grus), sfrâncioc roșiatic (Lanius collurio), gaia roșie (Milvus milvus), viespar (Pernis apivorus), bătăuș (Philomachus pugnax), fluierar de mlaștină (Tringa glareola)
- pești (1): cicar (Lampetra planeri)